# Lista de obituários prematuros

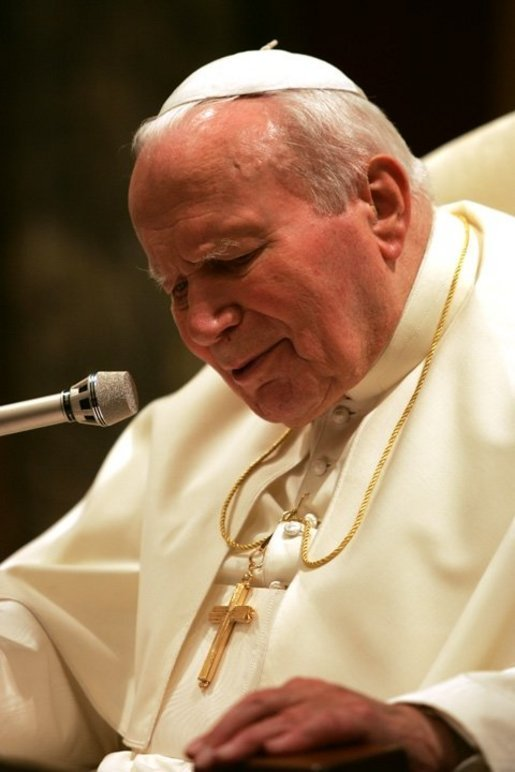
O Papa João Paulo II foi alvo de três obituários prematuros

Um obituário prematuro é um obituário publicado enquanto a pessoa a qual ele é dedicado ainda não morreu. Tais situações acontecem por diversas causas, como boatos ou nomes trocados, e normalmente geram grande constrangimento e por vezes consequências mais dramáticas. Exemplos vão do fabricante de armas Alfred Nobel, cujo obituário prematuro condenando-o como "mercador da morte" pode tê-lo levado a criar o Prêmio Nobel, até o nacionalista Marcus Garvey, cuja morte foi aparentemente causada pela leitura de seu próprio obituário prematuro.
Esta lista relaciona pessoas que foram alvo de notícias errôneas quanto a sua morte, não só através de obituários mas também de reportagens, comunicados oficiais e fontes de informações confiáveis em geral.

## A
- Abe Vigoda, noticiado em 1982 pela revista People. O ator posou então para uma foto sentado em um caixão e segurando a revista em questão. Para evitar dúvidas no futuro, a "situação atual" de Vigoda (vivo ou morto) é mostrada continuamente no website abevigoda.com, além de poder ser visualizada no navegador Mozilla Firefox com esta extensão.[3]

- Alice Cooper, quando a revista Melody Maker confundiu seus leitores ao publicar a crítica de um show na forma de um falso obituário. Mais tarde Alice acalmou os fãs declarando "eu ainda estou vivo, e bêbado como de costume".

- Alfred Nobel: a publicação errônea de seu obituário por um jornal francês em 1888 condenando-o pelo surgimento da dinamite supostamente levou o inventor a fundar o Prêmio Nobel numa tentativa de dar melhor aspecto a seu legado póstumo.[4]

- Amin Khader: o humorista, promoter e repórter foi dado como morto em 28 de junho de 2011 após postagens de David Brazil no Twitter.[5][6][7][8][9][10] Amin teria morrido de ataque cardíaco, porém ele foi visto mais tarde numa praia do Rio de Janeiro pelo próprio David[11][12][13]

## B
- Bertrand Russell, depois que jornalistas japoneses foram proibidos de entrevistá-lo em 1954 por ele estar seriamente doente.[14]

- Bob Hope: não só um, mas dois obituários prematuros - um em 1998, postado por engano no site da Associated Press e lido no Congresso dos Estados Unidos, e outro em 2003 quando várias celebridades tiveram os esboços de seus obituários postados no site da CNN devido a uma falha de proteção nas páginas.[15][16]

- Britney Spears, cuja suposta morte em um acidente automobilístico foi anunciada de brincadeira em 2001 por dois radialistas do Texas. A estação de rádio foi posteriormente processada e os responsáveis, demitidos.[17]

## C
- Corinna Harfouch: a morte da atriz alemã foi divulgada por um jornal suíço após ela cair em um rio durante uma filmagem e ser levada pela correnteza. Tendo sobrevivido, ela ligou do hospital para seu marido, que já havia lido o obituário, para confirmar que estava, de fato, viva.[18]

## D
- Dick Cheney, no Incidente CNN. O rascunho do obituário, baseado naquele escrito para a Rainha Mãe, descrevia Chenney como a "Rainha Consorte" e "Avó favorita da Grã-Bretanha".[16]

## E
- Ernest Hemingway: depois que o escritor e sua esposa Mary Welsh Hemingway envolveram-se em dois acidentes aéreos na África em 1954, alguns jornais começaram a divulgar que ambos haviam morrido. Hemingway sobreviveu, mas os ferimentos que sofreu renderam sequelas que permaneceram pelo resto de sua vida.[19]

## F
- Fidel Castro, no Incidente CNN. O rascunho do obituário, baseado naquele escrito para Ronald Reagan, descrevia Castro como "salva-vidas, atleta e astro de cinema".[16]

## G
- Gabriel García Márquez, publicado pelo jornal peruano La Republica em 2000.[20]

## H
- Henrique Meirelles: Ao anunciar, também prematuramente, a morte do ex-presidente do Egito Hosni Mubarak, em 19 de junho de 2012, o Jornal Globo News - Edição das 18h, do canal de TV por assinatura Globo News, colocou no ar, acidentalmente, um trecho da biografia de Henrique Meirelles, ex-presidente do Banco Central do Brasil. A reportagem foi cortada, segundos depois, e a apresentadora Leilane Neubarth se desculpou.[21]

- Hosni Mubarak: A agência de notícias egípcia Mena informou a morte clínica do ex-presidente do Egito Hosni Mubarak em 19 de junho de 2012. A notícia foi repassada por diversos meios de comunicação. Mais tarde, um general do Exército negou a informação. Advogados do ex-presidente afirmaram que ele estaria em coma.[22]

## I
- Ian Dury, anunciado na rádio XFM por Bob Geldof em 1998, possivelmente devido a informações falsas passadas por um ouvinte insatisfeito com a mudança de proprietário da emissora. O incidente fez com que a publicação New Musical Express nomeasse Geldof o "pior radialista do mundo".[23]

## J
- James Earl Jones, anunciado por engano em 1998 durante um jogo de baseball por um dos comentaristas da partida; na verdade o morto era James Earl Ray, assassino de Martin Luther King.[24]

- Joe DiMaggio, anunciado pela NBC em janeiro de 1999 baseado em notas de jornais que informavam que ele estava à beira da morte. O texto, visto pelo próprio DiMaggio, havia sido preparado de antemão, sendo transmitido quando um técnico do canal pressionou o botão errado.[25]

## L
- Lou Reed, por diversas rádios norte-americanas em 2001, boato provocado por um e-mail falso (afirmando ser da Reuters) que dizia que o cantor morreu de overdose.[26]

## M
- Mark Twain: em duas ocasiões, temeu-se que o escritor estivesse morto. Embora apenas o segundo caso conte como obituário prematuro, o primeiro é frequentemente citado como o episódio mais famoso.

1. Em 1897, um jornalista foi enviado à casa de Twain para investigar seu estado de saúde, pensando que ele estaria prestes a morrer; era um primo dele, de fato, que encontrava-se seriamente doente. Embora não tenha sido publicado um obituário, Twain relembrou o evento no The New York Journal de 2 de junho de 1897, incluindo sua famosa frase "o relato sobre minha morte é um exagero" (normalmente citada errada, como sendo "os relatos sobre minha morte são desmedidamente exagerados").[27][28]
2. Em 4 de maio de 1907, quando perdeu-se contato com o iate onde ele viajava, o New York Times publicou um artigo que dizia que Twain poderia ter morrido no mar.[29] O iate, na verdade, havia sido retido por um nevoeiro, e Twain desembarcou. Ele leu o artigo, e esclareceu o assunto em uma narrativa bem-humorada publicada no próprio New York Times no dia seguinte.[30]

## N
- Nelson Mandela, no Incidente CNN.[16]

## P
- Papa João Paulo II, o único caso conhecido de três obituários prematuros:

1. Imediatamente após o atentado contra sua vida em 1981, a CNN deu a entender que o Papa havia morrido ao referir-se repetidamente a ele no pretérito.[31]
2. Em 2003, pelo mesmo canal, como parte do Incidente CNN. O esboço de obituário, baseado naquele escrito para a Rainha Mãe, destacava a  "paixão do Papa por corridas".[16]
3. Na véspera da morte do Papa em 1 de abril de 2005 a Fox News noticiou que ele já havia, de fato, morrido, baseada em informações errôneas repassadas pela mídia italiana.[32]

- Paul McCartney, declarado morto em 1969 pelo radialista Russ Gibb da WKNR-FM de Detroit, dando origem ao mito "Paul está Morto", de que o compositor havia realmente morrido, e o incidente, encoberto.[33]

- Paulo Pagni, baterista da banda brasileira RPM, foi declarado morto pela imprensa após uma declaração errônea de seus colegas de grupo, em 2 de junho de 2019.[34] Pagni morreu vinte dias depois, em 22 de junho, aos 61 anos, vítima de problemas respiratórios.[35]

## R
- A Rainha Mãe, cuja morte foi anunciada na mídia australiana em 1993 depois de um ensaio interno no programa Sky News da Inglaterra ser mal-interpretado por um empregado londrino, que ligou então para sua mãe na Austrália e contou a "novidade".[36]

- Roger Daltrey, dado como morto após um acidente automobilístico sem maiores consequências e que na verdade aconteceu com seu colega de banda Pete Townshend em 30 de maio de 1966. A notícia foi divulgada na Alemanha, na França e nos Países Baixos, inundando os escritórios da gravadora Polydor com ligações telefônicas.

- Romeu Tuma, internado por problemas cardíacos, teve sua morte noticiada em 24 de setembro de 2010 pelos portais da Folha de S.Paulo e UOL;[37] o senador brasileiro morreria um mês e dois dias depois.[38]

- Rudyard Kipling, publicado em uma revista não-identificada, para a qual ele escreveu dizendo, "Eu acabei de ler que estou morto. Não esqueça de me excluir de sua lista de assinantes".

## S
- Silvio Santos, em maio de 2009, teve sua morte anunciada com riqueza de detalhes: ele teria passado mal durante as gravações de seu programa; encaminhado ao hospital Albert Einstein, em São Paulo e teria sofrido uma parada cardíaca minutos depois. A assessoria do SBT desmentiu o boato, que teria sido publicado por um hacker que invadiu o provedor do site O Fuxico.[39]

## T
- Terri Schiavo: um esboço de seu obituário apareceu brevemente no website da CBS depois que os aparelhos que a mantinham viva foram desligados.[carece de fontes?]

## O Incidente CNN
Estas foram as pessoas declaradas mortas por engano no website da CNN em 16 de abril de 2003. Devido a um lapso na proteção das páginas, obituários completos e esboços desses tornaram-se públicos em uma área em construção do site. Essas páginas não estavam ligadas a nenhum outro lugar do site principal da CNN, então é provável que tenham ficado no ar por um bom tempo antes de serem finalmente descobertas.
- Fidel Castro
- Dick Cheney
- Bob Hope
- Gerald Ford
- Papa João Paulo II
- Nelson Mandela
- Ronald Reagan